# Alfredo Volpi
Pour les articles homonymes, voir Volpi.
Alfredo Volpi Claira Machado (né le 14 avril 1896 à Lucques – mort le 28 mai 1988 à São Paulo) est un peintre brésilien d’origine italienne considéré comme l'un des inspirateurs du mouvement concrétiste, même s'il s'est toujours défendu d'appartenir à un quelconque courant en peinture.

## Biographie
Né à Lucques, en Toscane, il émigre à l'âge de deux ans au Brésil, où il vivra toute sa vie dans une banlieue ouvrière de São Paulo, Cambuci. De ses débuts comme artisan peintre en bâtiment, Volpi gardera l'habitude de fabriquer lui-même les cadres de ses tableaux et de préparer lui-même ses pigments à l'aide de l'ancienne technique de la tempera.
C'est à partir des années 1950 que l'art de Volpi atteint sa maturité (en même temps qu'il effectue son premier et seul voyage en Italie, où il découvre Giotto). Ses thèmes de prédilection sont tirés de la culture populaire brésilienne (façades de maison, petits drapeaux) mais ceux-ci ne sont que prétextes à un art de plus en plus épuré, tendant peu à peu vers l'abstraction géométrique (façades des années 1950 et 1960), magnifiée par un art consommé de la couleur qui fait de Volpi le plus grand coloriste de la peinture brésilienne[réf. nécessaire].
À Di Cavalcanti, qui le qualifiait de « peintre de drapeaux », Volpi répondit que son problème n'était pas de peindre des drapeaux, mais d'exprimer la relation entre la ligne, les formes et les couleurs.
Artiste inclassable et autodidacte, libre de toute influence, maître de la couleur subtile et vibrante, Volpi est aujourd'hui considéré comme l'un des trois grands représentants du modernisme brésilien, aux côtés de Candido Portinari et de Tarsila do Amaral.